# Samnorsk
Samnorsk var en planlagt fremtidig norsk skriftnorm, hvor de to konkurrerende skriftsprog nynorsk og bokmål skulle smelte sammen til ét fælles sprog "på norsk folkemåls grund".

## Tanken om et fælles sprog
Ordet "samnorsk" blev lanceret af Moltke Moe i artiklen "Nationalitet og kultur" i Samtiden i 1909. Ifølge Moe drejede det sig om et sprog, der var "vokset op av de levende talemål, byenes som bygdenes". 
Da den nye retskrivningskomité trådte sammen i 1916, fik den i opdrag at realisere tanken om "samnorsk". I 1907-reformen havde man bygget på et ensartet, landsgyldigt talesprog, hvor man i en del ord byttede bløde konsonanter (b, d, g) ud med hårde (p, t, k), så ord som "kage" blev til kake.  Men denne gang skulle man i stedet bygge på "norsk folkemål", dvs. omkring 300, til dels meget forskellige dialekter. Moltke Moe var i mellemtiden død, og Halvdan Koht blev nu samnorskens fanebærer. Han udformede i 1916 mandatet for retskrivningskomitéen, som blandt andet gik ud på, at "aapne veien frem imot national samling paa grunnlag av folkets virkelige talesprog". 

## Modstand fra alle samfundslag
Argumentationen for projektet var dels af national karakter, dels social:
- sproget skulle renses for unorske, danske indslag, og
- en sprogreform ville svække overklassens og byboernes magt.

Dette "sociale argument" forhindrede ikke, at samnorsk mødte bred modstand også indenfor Arbeiderpartiet. Under stortingsdebatten om 1917-reformen i 1919 tog 10 af partiets 18 repræsentanter afstand fra forslaget. Redaktør Ole Gausdal fra Lyngen i Troms foreslog, at Stortinget ophævede den kongelige resolution, der vedtog 1917-reformen, og erklærede sig som "arbejdernes repræsentant". Netop i den egenskab bestred han, at det var en overklassebevægelse, der arbejdede for bevarelsen af et riksmål. Reformen gik dog igennem - men kun med én stemmes overvægt. De valgfrie former blev indført i 1.970 skolekredse: Den bestemte endelse -a i hunkønsord blev tilladt (døra og jula for "døren" og "julen"), men frarådet i litterære ord. Datidsformer på -a i verber blev også tilladt (kasta ved siden af kastet (= kastede)), dog afhængigt af emne og stiltype. Af varig betydning var det, at bogstavet "å" blev indført for "aa". 
Kort tid senere var de valgfrie former smidt ud igen i mere end 1.700 af skolekredsene. Moltke Moes og Halvdan Kohts projekt vandt ingen genklang i befolkningen. 
Men ved sprogreformen i 1938 blev de valgfrie former fra 1917-reformen gjort obligatoriske. Igen var Halvdan Koht en ledende kraft, og indrømmede, at da han mange år tidligere udformede programmet for Noregs Mållag, havde han sørget for, at der kom til at stå, at det norske folkemål skulle blive Norges eneste rigsmål. Han lykkedes nu i den grad, at Oslos skolestyre vedtog, at de radikale former skulle foretrækkes også på bokmål. Dermed blev forlagene nødt til at trykke lærebøgerne med denne nye retskrivning; for skolebøgerne måtte godkendes af ministeriet, hvis de skulle få solgt dem. Til langt ud i 1950'erne blev børnene dermed henvist til lærebøger med nye ord: 
- I Arne Bergsgårds Verdenshistorie 1815-1945 var oplysningstiden omdøbt til klokskapstida - "klogskabstiden".
- I Agvald Gjelsviks Matematisk geografi var himmellegemer omdøbt til "himmelkropper"; en formørkelse var en mørking; og stjerneskud var omdøbt til stjernerap (= "stjerneræb").

Desuden tilkom tvungne former som bru, fram, nå, etter, snø, språk for "bro", "frem", "nu", "efter", "sne", "sprog". Mere mærkbar var den tvungne a-endelse i mere end tusinde hunkønsord.  I Bergen, hvor man slet ikke benytter hunkønsord, oplevede folk, at deres skriftsprog var forbudt fra 1938 frem til sprogreformen i 2005. 

## Forældrenes aktion
I efteråret 1949 afholdt 400 forældre fra Oslo og Bærum et protestmøde på Uranienborg skole i Oslo. De fremmødte stiftede Foreldrebevegelsen i sprogsaken og vedtog en resolution med krav om moderate former i skolebøgerne. Snart lød kravet fra hele Oslo-regionen. I foråret 1950 afholdt 21 skoler i Oslo og Bærum afstemning. Resultatet var 6.000 stemmer for moderate former og kun 80 imod.  7. december 1951 blev bevægelsen omorganiseret til Foreldreaksjonen mot samnorsk i anledning af, at Stortinget få dage senere skulle diskuteret et mandat for Norsk språknemnd til udarbejdelse af en ny lærebognormal. I løbet af tre dage indsamlede Foreldreaksjonen omkring 92.500 underskrifter, der støttede modstanden mod samnorsk. Det gjorde dog intet indtryk på Stortinget. Nu blev bevægelsen landsomfattende med 407.119 stemmer fra folkeskoler i hele Norge. En mor ved Lakkegata skole  på Oslos østkant sagde: "Vi ve' ha' skolen til at lære vores unger at skrive og snakke rigtigt! At snakke forkert ka' vi sel' lære dem!" Også søfolk i udenrigsfart engagerede sig; i 1952 undertegnede 10.641 søfolk (dvs. 81,4 %) en protest mod samnorsk. I november 1953 startede Oslo-forældre en civil ulydighedskampagne, hvor de rettede sproget i børnenes skolebøger. De blev også vejledet i dette arbejde.  I 1956 brændte eleverne ved gymnasiet i Fredrikstad bøgerne i byens park. En afstemning i Bergen i 1957 gav 21.346 stemmer for riksmål, 127 for samnorsk. 
Professor Arne Bergsgård udtrykte undring: "Folket ønskede ikke folkemål. Dette er noget af det underligste, der er sket i norsk målhistorie i hele vor nyere tid." Norsk radios direktør Kaare Fostervoll  kaldte Folkeaksjonen for "en psykose", og hans programredaktør Arthur Klæbo  var rystet over "al denne ondskab" fra riksmålsbevægelsens side. Til overmål var der i samtlige politiske partier flertal for en fri sprogudvikling. Størst modstand mod samnorsk fandt man faktisk i NKP, hvor 86 % ville have staten til at holde fingrene væk. I Sovjetunionen havde man haft en forkæmper for "samrussisk", N.J. Marr, som ville fjerne det borgerlige russisk og erstatte det med et russisk baseret på arbejderklassens sprog. Han blev standset af Stalin, der forlangte respekt for Pusjkins sprog, og i øvrig påpegede det kaos, der ville komme ud af en omlægning af sproget. 
Også nynorskfolkene i Noregs Mållag var modstandere af samnorsk. Deres sprog ville jo også udvandes på den måde, i "et svig mod Ivar Aasens værk". I 1953 grundlagde skibsrederen Sofie Helene Wigert  avisen Frisprog, der udkom hver fjortende dag. Ingen ringere end Morgenbladets kulturredaktør Øivind Parmann fik orlov fra sin stilling for at blive Frisprogs første redaktør. Med fru Wigerts resurser og opbakning gjorde Foreldreaksjonen store fremskridt; man så noget så specielt som et folkeligt oprør fra konservativ side. Foreldreaksjonen var en af de største folkebevægelser, man har set i norsk historie; dog var protesterne i 1947 mod uddeling af kondomer til soldater i den norske tysklandsbrigade endnu større.  Folkeaksjonen kom også til at danne forbillede for Folkeaksjonen mot EEC i 1970, hvor lederen Arne Haugestad  i sin ungdom havde deltaget i Foreldreaksjonen mot samnorsk. 

## Nyere tid
Pga. den massive modstand oprettede den daværende norske regering en undersøgelsesgruppe ved navn Vogt-komiteen i 1964. I 1966 foreslog denne oprettelsen af Norsk språkråd, til afløsning af Norsk språknemnd fra 1952. Rådet skulle støtte naturlige udviklingstendenser, som over tid tænktes at føre sprogformerne nærmere sammen. Indstillingen blev genstand for heftig debat. 
Samnorsktanken holdes i dag i live af Landslaget for språklig samling.  I 1966 lancerede de det første fuldstændige forslag til et fælles skriftsprog – den såkaldte "samnorsknormal" eller "samlenormal", men denne fik aldrig nogen større praktisk betydning.
I lov om Norsk språkråd av 18. juni 1971 § 1 bogstav b blev bestemt, at Norsk språkråd (nu kaldt Språkrådet) skulle "følge udviklingen af norsk skriftsprog og talesprog, og på dette grundlag fremme samarbejde i dyrkningen og normeringen af vore to målformer, og støtte op om udviklingstendenser, som på længere sigt fører målformerne nærmere sammen". Dette blev kendt som tilnærmelsesparagraffen. Bestemmelsen var længe sovende og blev ophævet i 2002 af Odelstinget. Det indebar, at man opgav projektet med at skabe et fælles norsk skriftsprog.
Bokmålsreformen i 2005 bekræftede dette skift i sprogpolitikken ved, at en del mindre brugte tilnærmelsesformer blev strøget, og skillet mellem hovedformer og sideformer ophævet, således at flere traditionelle danskprægede former igen kunne bruges i lærebøger og offentligt sprog. På den ene side blev det forbudt at skrive åffer? for "hvorfor?" - mens fortidsformerne for "røg" - røkte og røykte - nu blev sidestillet. "Øen" og "koen" kan nu skrives som øyen og kuen (som det hedder i Bergen); tidligere var kun øya og kua tilladt. 